# Discografie van Nas
Dit is een lijst van alle officiële albums en singles van Nas.

## Samenvatting

### Albums

#### Studio-albums
- 1994 - Illmatic
- 1996 - It Was Written
- 1999 - I Am…
- 1999 - Nastradamus
- 2001 - Stillmatic
- 2002 - God's Son
- 2004 - Street's Disciple
- 2006 - Hip Hop is Dead
- 2008 - Untitled
- 2012 - Life Is Good
- 2018 - Nasir
- 2020 - King's Disease
- 2021 - King's Disease II

#### Collaboratieve albums
- 1997 - The Firm: The Album
- 2000 - Nas and Ill Will Records Present QB's Finest
- 2010 - Distant Relatives (met Damian Marley)

#### Compilaties
- 2002 - The Best of Nas
- 2002 - From Illmatic to Stillmatic: The Remixes
- 2002 - The Lost Tapes
- 2003 - The Best Kept Secret

### Singles
- 1992 - Halftime
- 1994 - It Ain't Hard to Tell
- 1994 - The World Is Yours
- 1994 - One Love
- 1996 - If I Ruled the World (Imagine That) met Lauryn Hill
- 1996 - Street Dreams
- 1999 - Nas Is Like
- 1999 - Hate Me Now met Puff Daddy
- 1999 - Nastradamus
- 2000 - You Owe Me met Ginuwine
- 2001 - Got Ur Self A...
- 2002 - One Mic
- 2002 - Made You Look
- 2003 - I Can
- 2003 - Thugz Mansion met 2Pac en J. Phoenix
- 2004 - Thief's Theme
- 2004 - Bridging the Gap met Olu Dara
- 2005 - Just a Moment met Quan
- 2006 - Hip Hop is Dead met will.i.am
- 2007 - Can't Forget About You met Chrisette Michele
- 2007 - Hustlers
- 2008 - Hero

## Studioalbums
| Illmatic (1994)                        | Illmatic (1994) |
| -------------------------------------- | --- |
| Verschijningsdatum: 19 april 1994      | - Verenigde Staten: nr. 6                                                                                              |
| Verkocht: meer dan 1 miljoen (platina) | - Verenigde Staten: nr. 6                                                                                              |
| Singles:                               | - Halftime (1992) - It Ain't Hard to Tell (1994) - The World Is Yours (1995) - Life's A Bitch (1994) - One Love (1994) |

| It Was Written (1996)                     | It Was Written (1996)                                                                    |
| ----------------------------------------- | ---------------------------------------------------------------------------------------- |
| Verschijningsdatum: 2 juli 1996           | - Verenigde Staten: nr. 1 - Verenigd Koninkrijk: nr. 38                                  |
| Verkocht: meer dan 2 miljoen (2× platina) | - Verenigde Staten: nr. 1 - Verenigd Koninkrijk: nr. 38                                  |
| Singles:                                  | - If I Ruled the World (Imagine That) (1996) - Street Dreams (1996) - The Message (1996) |

| I Am… (1999)                              | I Am… (1999)                                                                |
| ----------------------------------------- | --------------------------------------------------------------------------- |
| Verschijningsdatum: 6 april 1999          | - Verenigde Staten: nr. 1 - Verenigd Koninkrijk: nr. 31                     |
| Verkocht: meer dan 2 miljoen (2× platina) | - Verenigde Staten: nr. 1 - Verenigd Koninkrijk: nr. 31                     |
| Singles:                                  | - Nas Is Like (1999) - Hate Me Now (1999) - You Won't See Me Tonight (1999) |

| Nastradamus (1999)                     | Nastradamus (1999)                       |
| -------------------------------------- | ---------------------------------------- |
| Verschijningsdatum: 23 november 1999   | - Verenigde Staten: nr. 6                |
| Verkocht: meer dan 1 miljoen (platina) | - Verenigde Staten: nr. 6                |
| Singles:                               | - Nastradamus (1999) - You Owe Me (2000) |

| Stillmatic (2001)                      | Stillmatic (2001)                          |
| -------------------------------------- | ------------------------------------------ |
| Verschijningsdatum: 18 december 2001   | - Verenigde Staten: nr. 5                  |
| Verkocht: meer dan 1 miljoen (platina) | - Verenigde Staten: nr. 5                  |
| Singles:                               | - Got Ur Self A... (2001) - One Mic (2001) |

| God's Son (2002)                       | God's Son (2002)                                        |
| -------------------------------------- | ------------------------------------------------------- |
| Verschijningsdatum: 13 december 2002   | - Verenigde Staten: nr. 7 - Verenigd Koninkrijk: nr. 57 |
| Verkocht: meer dan 1 miljoen (platina) | - Verenigde Staten: nr. 7 - Verenigd Koninkrijk: nr. 57 |
| Singles:                               | - Made You Look (2002) - I Can (2003) - Get Down (2003) |

| Street's Disciple (2004)               | Street's Disciple (2004)                                                |
| -------------------------------------- | ----------------------------------------------------------------------- |
| Verschijningsdatum: 30 november 2004   | - Verenigde Staten: nr. 5 - Verenigd Koninkrijk: nr. 45                 |
| Verkocht: meer dan 1 miljoen (platina) | - Verenigde Staten: nr. 5 - Verenigd Koninkrijk: nr. 45                 |
| Singles:                               | - Thief's Theme (2004) - Bridging the Gap (2004) - Just a Moment (2005) |

| Hip Hop is Dead (2006)               | Hip Hop is Dead (2006)                                                     |
| ------------------------------------ | -------------------------------------------------------------------------- |
| Verschijningsdatum: 19 december 2006 | - Verenigde Staten: nr. 1                                                  |
| Verkocht: 700.000 (goud)             | - Verenigde Staten: nr. 1                                                  |
| Singles:                             | - Hip Hop is Dead (2006) - Can't Forget About You (2007) - Hustlers (2007) |

## Ep's
| From Illmatic to Stillmatic: The Remixes (2002) | From Illmatic to Stillmatic: The Remixes (2002) |
| ----------------------------------------------- | ----------------------------------------------- |
| Verschijningsdatum: 2 juli 2002                 | - Verenigde Staten: nr. 123                     |
| Verkocht: …                                     | - Verenigde Staten: nr. 123                     |
| Singles:                                        |                                                 |

## Collaboratieve albums
| Nas, Foxy Brown, AZ, and Nature Present The Firm: The Album (1997) | Nas, Foxy Brown, AZ, and Nature Present The Firm: The Album (1997) |
| ------------------------------------------------------------------ | ------------------------------------------------------------------ |
| Verschijningsdatum: 21 oktober 1997                                | - Verenigde Staten: nr. 1                                          |
| Verkocht: meer dan 500.000 (goud)                                  | - Verenigde Staten: nr. 1                                          |
| Singles:                                                           | - Firm Biz - Phone Tap                                             |

| Nas and Ill Will Records Present QB's Finest (2000) | Nas and Ill Will Records Present QB's Finest (2000) |
| --------------------------------------------------- | --------------------------------------------------- |
| Verschijningsdatum: November 2000                   | - Verenigde Staten: nr. 53                          |
| Verkocht: meer dan 1 miljoen (platina)              | - Verenigde Staten: nr. 53                          |
| Singles:                                            | - Da Bridge 2001 - Oochie Wally                     |

## Compilaties
| The Best of Nas (2002)              | The Best of Nas (2002) |
| ----------------------------------- | ---------------------- |
| Verschijningsdatum: 22 januari 2002 |                        |
| Verkocht: …                         |                        |
| Singles:                            |                        |

| The Lost Tapes (2002)                 | The Lost Tapes (2002)      |
| ------------------------------------- | -------------------------- |
| Verschijningsdatum: 24 september 2002 | - Verenigde Staten: nr. 10 |
| Verkocht: meer dan 500.000 (goud)     | - Verenigde Staten: nr. 10 |
| Singles:                              |                            |

| The Lost Tapes 2 (2002)  | The Lost Tapes 2 (2002)    |
| ------------------------ | -------------------------- |
| Verschijningsdatum: 2002 | - Verenigde Staten: nr. 10 |
| Verkocht: ...            | - Verenigde Staten: nr. 10 |
| Singles:                 |                            |

## Overige nummers
Deze lijst bevat B-kanten, nooit uitgebrachte en overige singles.
| - Across The Tracks (met Papoose en Blitz) - Amongst Kings - Analyze This (met Lord Tariq en Jay-Z) - Anybody Test - Beginning of Me - Be Your Girl (remix) (Teedra Moses met Nas) - Big Girl - Black Stacy (remix) (met Saul Williams) - Blackness - Blackout (met Mashonda) - Blindfold Me (met Kelis) - Body in the Trunk (met Noreaga) - Calm Down (met Capone en Noreaga) - Classic (met Kanye West, KRS-One en Rakim) - Come Take a Ride - Cookout (met Nature) - Crabs in the Barrel - Death Anniversary - Deja Vu - Did You Ever Think (remix) (met R. Kelly) - Disciple (originele versie) - Don't Body Ya Self - Don't Stop Keep Goin' (met DPG) - Escobar '97 - Everyday Thing (met Nature en Dr. Dre) - Everything I Love (met P. Diddy en Cee Lo Green) - Everything I Love Remix (met Jadakiss, P. Diddy en Cee Lo Green) - Everything Is Real - Exclusive (met Nashawn) - Felon - Find Ya Wealth (van QB's Finest) - Gangsta Tears (van de soundtrack van Exit Wounds) - Get to Know Me (met Joe) - Girl Talk (remix) (met TLC) - Good Morning - Grand Finale (met DMX, Method Man en Ja Rule) (van de soundtrack van Belly) - Grand Finale (Lil Jon & The East Side Boyz met Nas, T.I., Bun B, Jadakiss en Ice Cube) - Hardest Thing to Do is Stay Alive - Head Over Heals (Remix) (met Allure) - Hero - High - Hot Boyz (met Missy Elliott, Eve en Q-Tip) - How We Live (met Termanology) - Hustlers & Killers - I Am Somebody (met P. Diddy) - I Got It (remix) (met Jagged Edge en JD) - I Want It (met E-Money Bags en Horse) - I'm a Villain - I'm Gonna Be Alright (remix) (met Jennifer Lopez) - Imagine That (met Pitbull) - In Between Us (met Scarface) - In Public (met Kelis) - It Ain't Hard To Tell (demoversie) - It Wasn't You (met Lauryn Hill) - Jackson Street (met Tre Williams) - Jump On It (met E-Money Bags en Horse) - Jungle Jay (met Olu Dara) - Just Another Day in the Projects - Just In Case (remix) (met Jaheim) - Kids Have All The Fun - La Familia (met The Firm) - Let Em' Hang (met Lakey The Kid en V-12) - Life is Like a Dice Game - Life is Like a Movie - Light It Up - Live From the Bridge - Love Again (remix) Ashanti met Nas) - Love Is All We Need (Mary J. Blige met Nas) - Made You Look (remix) (met Jadakiss en Ludacris) - Man Up (Amerie met Nas) | - Material Things (met Jully Black) - Me & Nas Bring It to You Hardest (met Slick Rick) - M.O.M.M.Y. (met Cha Cha) - My Will - My Worst Enemy - Nas is Like (originele versie) - Never Gonna Give It Up - Never Too Late (met Bravehearts en Nashawn) - New York Stomp - No Idea's Original (originele versie) - No More (remix) (met 3LW) - Number One with a Bullet (met Kool G Rap en White Boy) - Off the Top (met Quan) - One Never Knows (met Lake) - Play Me (met Korn) - Play on Playa - Popular Thug (met Kelis) - Pray (met Bravehearts) - Project Windows (originele versie) - Projects 2 Hot (met Nature en 50 Cent) - Puerto Rock Warriors (met Winchester Yankee) - Queens Day (met Run DMC & Prodigy) - Queens Finest - Queens Style (met Noreaga) - Race Against Time - Respect My Gangsta (met Stocks) - Road to Zion (met Damian Marley) - Secret Agent Man - Serious (met AZ) - Sex, Money, Drugs, Murder (met Noreaga) - She Don't (remix) (Letoya Luckett met Nas) - Sincerity (Mary J. Blige met Nas & DMX) - Sinful Living - Some of 'Em (met Devin the Dude & Xzibit) - Sometimes I Wonder (met Nature) - Splittin Phillies - Stay Dreamin Stay Schemin - Streets Of New York (Alicia Keys met Nas en Rakim) - Take It In Blood II - Tales From the Hood - Talk of New York - Thank God I Found You (remix) (met Mariah Carey en Joe) - The Flyest (originele versie) (met Bravehearts) - The General (Salute Me) - The General (remix) (met Fat Joe en Cassidy) - The Pledge (remix) (met Ashanti en Ja Rule) - The Prophecy - The Rise & Fall - The Second Coming - Thug *****s Holla Back (met Kool G Rap) - Tick Tock (met Alchemist) - Too Much for Me (met Amerie, Foxy Brown en Baby) - True Dialect - Triple Threat (met Noreaga en Nature) - Turn Up the Mics (met Bumpy Knuckles) - U Wanna Be Me (van de soundtrack van 8 Mile) - Untouchable Lifestyle - Wanna Play Rough - We Major (met Kanye West) - We March as Millions - What About Us (remix) (met Brandy) - What You Gonna Do? (met Bravehearts) (van de soundtrack van Baller Blockin') - While They Plot (met Sizzla) - Too Hot (met 50 Cent en Nature) - Who I Rep With (met 50 Cent en Bravehearts) - When Thugs Die - You Don't Know Me - Your Mouth Got You in It - You Can't Stop Me |